# Histórias que o Tempo Apagou
Histórias que o Tempo Apagou é um programa televisivo sobre a História de Portugal que foi transmitido na RTP2 entre 1994 e 1995.
O seu apresentador foi o historiador e professor de universidade José Hermano Saraiva.
Série de 45 episódios que conta com temas variados históricos, tais como,  "Como morreu Inês de Castro", "A história do tratado de Tordesilhas", "A história da Casa de Bragança", "A história dos 7 Condes de Ourém", "A história da Ordem dos Templários e do Castelo de Almourol", "A história do rei D. Sebastião e de Alcácer Quibir", entre vários outros.